# Elfos (Tolkien)
Nas obras de J. R. R. Tolkien, Elfos, autodenominados Quendi, são uma das raças da Terra Média, baseados nas criaturas lendárias da Mitologia nórdica. São uma raça que, juntamente aos homens formam os "Filhos de Ilúvatar". Eles aparecem em O Hobbit e O Senhor dos Anéis, mas a sua história complexa é descrito mais detalhadamente em O Silmarillion. Tolkien estava escrevendo sobre elfos muito antes de publicar O Hobbit.
Os Elfos são descritos como altos e belos, parecidos com os Valar (espécie de anjos), só que menores em estatura e poder, e são imortais, pelos menos enquanto o Mundo, chamado Arda, existir. Não envelhecem nem adoecem, e se forem mortalmente feridos ou se sofrerem um grande desgosto seu corpo morre, mas seu espírito sobrevive sendo então enviado para as Mansões de Mandos onde permanece até poder reencarnar, em um corpo idêntico e com as mesmas lembranças. Um direito que os elfos têm é o de ir, se assim desejarem, para Valinor, no continente sagrado de Aman, destino esse vedado aos mortais.
Os primeiros elfos teriam surgido em Cuiviénen, no extremo Leste da Terra Média, longas Eras antes da ascensão do Sol ou da Lua, no tempo em que as Duas Árvores ainda brilhavam. Foram inicialmente vistos por Oromë, mas viram primeiro as estrelas e por isso reverenciam Varda Elentári acima de todos os outros Valar. Convidados pelos valares a juntarem-se-lhes no Reino Abençoado, os elfos empreenderam uma longa viagem desde Cuiviénen até à costa oeste da Terra-média. 

## Desenvolvimento

### Antecedentes

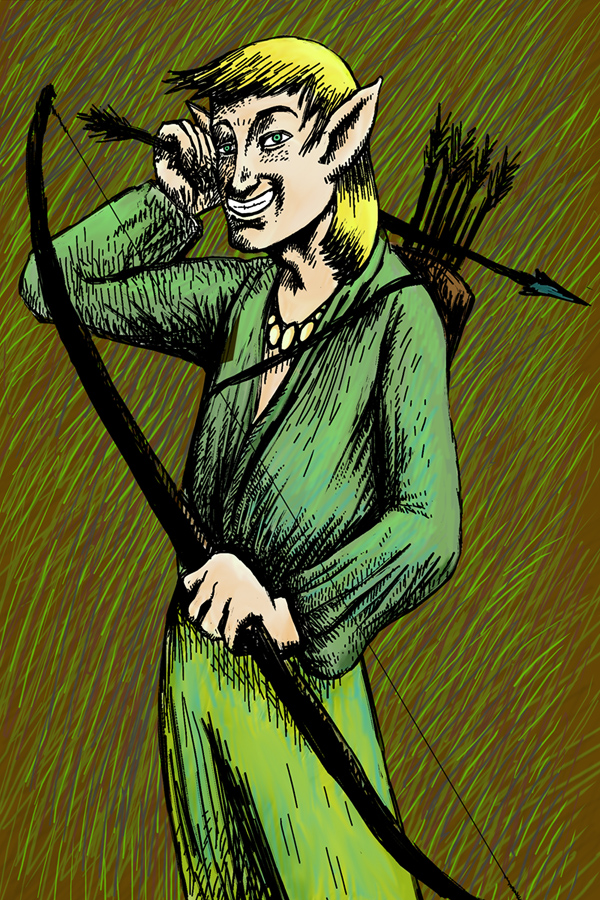
Desenho de um elfo (Vanya, a única "raça" de elfos loiros) empunhando arco e flecha.

A palavra inglesa moderna elf (ou "elfo" em português) deriva da palavra anglo-saxônica ælf (que tem cognatos em todas as outras línguas germânicas). Vários tipos de elfos aparecem na mitologia germânica, o conceito germânico ocidental parece ter vindo a divergir a partir da noção escandinava na Idade Média, e o conceito anglo-saxão divergiram ainda mais, possivelmente sob a influência celta. Tolkien deixaria claro em uma carta que seus elfos diferem daqueles "do folclore mais conhecido", referindo-se a mitologia escandinava.
Em 1915, quando Tolkien estava escrevendo seus primeiros poemas élficos, as palavras elfo, fada e gnomo tinham muitas associações divergentes e contraditórias. Ele havia sido gentilmente advertido contra o uso do termo 'fadas', que John Garth supõe poder ter sido devido à palavra ser cada vez mais usada para indicar homossexualidade.
A fada tinha sido tomada como um tema utópico até escritores do final do século XIX e usado para criticar os valores sociais e religiosos, uma tradição que Tolkien, juntamente com T. H. White são vistos a continuar. Um dos últimos contos vitorianos de pinturas, The Piper of Dreams por Estella Canziani, vendeu 250.000 cópias e foi bem conhecido dentro das trincheiras da Primeira Guerra Mundial, onde Tolkien fez serviço ativo. Cartazes ilustrados do poema Terra de Nod, de Robert Louis Stevenson tinha sido enviado por um filantropo para iluminar o quarto dos militares e o País das Fadas foi usado em outros contextos, como uma imagem da "Velha Inglaterra" inspirar o patriotismo.
De acordo com Marjorie Burns, Tolkien finalmente escolheu o termo elfo sobre fadas, mas ainda manteve algumas dúvidas. Em seu ensaio Sobre Histórias de Fadas, de 1939, Tolkien escreveu que "as palavras em inglês, como elfo tem sido muito influenciadas pelo francês (a partir do qual fay e faërie, fairy são derivados); mas nos últimos tempos, através da sua utilização na tradução fairy ('fadas') e elf ('elfos') adquiriram grande parte da atmosfera dos contos alemão, escandinavo e celta, e muitas características do huldu-fólk ('sigilo do novo'), o daoine-sithe, e o tylwyth-teg ('família justa')."

### Primeiros escritos
Tradicionais fadas e elfos da era vitoriana aparecem em grande parte na poesia inicial de Tolkien, e têm influência sobre seus últimos trabalhos em parte devida à influência de uma produção de Peter Pan de J. M. Barrie em Birmingham, em 1910, e sua familiaridade com a obra do poeta místico católico, Francis Thompson, que Tolkien tinha adquirido em 1914.
| “ | O! Eu ouço os pequenos chifres Dos leprechauns encantados E os pés acolchoados de muitos gnomos a-vindo! | ” |

Como filólogo, o interesse de Tolkien em línguas levou-o a inventar várias línguas de sua própria como um passatempo. Ao considerar a natureza de quem pode falar línguas, e que eles podem contar histórias, ele novamente virou-se para o conceito de elfos.

### The Book of Lost Tales (c. 1917–1927)
Em seu The Book of Lost Tales, o autor desenvolveu um tema de que o diminutivo feérico da raça dos elfos tinham sido um grande e poderoso povo, e que, como os homens assumiram o mundo, esses elfos "diminuíram" a si mesmos. Este tema foi influenciado especialmente pelo deus e rei dos Ljósálfar da mitologia nórdica, e obras medievais, como Sir Orfeo, o Mabinogion galês, romances arturianos e as lendas da Tuatha Dé Danann. Algumas das histórias que Tolkien escreveu sobre os elfos foram vistas a serem diretamente influenciadas pela mitologia celta. Por exemplo, "Da Fuga dos Noldoli" é baseado no Tuatha Dé Danann e no Lebor Gabála Érenn, e sua natureza migratória vem da história irlandesa/céltica inicial. John Garth também vê que com a escravidão oculta dos Noldoli a Melkor, Tolkien foi essencialmente reescrever mito irlandês sobre o Tuatha Dé Danann em uma escatologia cristã.

### Eldar
De acordo com as lendas élficas, o nome Eldar, Povo das Estrelas, foi dado a todos os Elfos pelo Vala Oromë. Entretanto, ele veio a ser usado em referência apenas aos elfos das Três Famílias (Vanyar, Noldor e Teleri) que iniciaram a Grande Marcha para o Oeste, à exceção dos Avari. Os elfos de Aman, e todos os elfos que um dia moraram em Aman, eram chamados de Tareldar "Altos-elfos" e de Calaquendi "Elfos-da-luz".

### As Três Famílias
As Três Famílias eram
- - Vanyar: A primeira leva dos Eldar na Marcha para o Oeste a partir de Cuiviénen, liderada por Ingwë o Rei Supremo de Todos os Elfos. O nome Vanyar (do singular Vanya) significa "Louros", referindo-se aos cabelos dourados dos Vanyar; tinham olhos azuis e eram considerados os mais belos. Eram os maiores poetas dos povos élficos, e aprenderam muito com Manwë e Varda e eram muito amados por eles.

- - Noldor: Os elfos-profundos, a segunda leva dos Eldar na viagem para o Oeste, liderados por Finwë. O nome (quenya noldo, sindarin golodh) significa "Sábios" (no sentido de possuidores de conhecimento, não providos de sagacidade ou de sólido discernimento). São os mais sábios e habilidosos entre os elfos; seus cabelos eram negros e seus olhos cinzentos. E aprenderam muito com Aulë.

- - Teleri: A terceira e mais numerosa das três levas de Eldar na viagem para o Oeste, liderada por Elwë (Thingol) e seu irmão Olwë. O nome que usavam para si mesmos era Lindar "Os Cantores"; o nome Teleri "Os Últimos", foi-lhes dado por aqueles que estavam adiante deles na Marcha. Muitos dos Teleri não deixaram a Terra-média; os Sindar e os Nandor eram elfos de origem Teleri. Eles são morenos, de olhos cinzentos e cabelos prateados. Aprenderam muito com Ossë, que lhes ensinava a arte da fabricação de barcos, e também canções sobre o Mar.

### Moriquendi
No idioma de Aman, todos os elfos que não cruzaram o Grande Mar eram elfos-escuros, ou seja, Moriquendi. No entanto, no período do Exílio dos Noldor, o termo era usado com frequência para designar os elfos da Terra-média que não fossem Noldor nem Sindar e é, portanto, praticamente equivalente a Avari e Úmanyar.

### Avari
Significa "Os Relutantes"; nome dado a todos os elfos que não quiseram se unir à marcha para o Oeste a partir de Cuiviénen.(leia mais sobre a origem dos Orcs).

### Úmanyar
Nome dado àqueles elfos que partiram na viagem para o Oeste a partir de Cuiviénen, mas não chegarama Aman. Seu nome significa "Aqueles Não de Aman", em comparação com Amanyar "Aqueles de Aman, os Eldar. Os Úmanyar e os Avari estão incluídos na classe dos Moriquendi.
- - Eglath: "O Povo Abandonado". De origem Telerin, eles ficaram na Terra-média a procura de Elwë enquanto os outros iam a Valinor.
  - Sindar: "Os Elfos-cinzentos". São todos os elfos Telerin que os Noldor encontraram em Beleriand à exceção dos Laiquendi.
  - Nandor: "Os Que Dão Meia-volta". Elfos de origem Telerin, que não quiseram atravessar as Montanhas Nevoentas.
    - Laiquendi: "Elfos-verdes". Atravessaram as Montanhas Azuis e foram morar em Ossiriand.
    - Elfos Silvestres: Permaneceram no Vale do Anduin e na Grande Floresta Verde.